# Charles Ruijs de Beerenbrouck
Charles Joseph Maria Ruijs de Beerenbrouck (Roermond, 1 de diciembre de 1873-Utrecht, 17 de abril de 1936) fue un político neerlandés que fue dos veces primer ministro de los Países Bajos en el período de entreguerras; de 1918 a 1925 y nuevamente de 1929 a 1933. Miembro del Partido Católico Estatal (RKSP), fue el primer católico en ocupar el cargo de primer ministro.

## Carrera
Comenzó su carrera como abogado  y luego fue funcionario del Ministerio Público. En 1905 fue elegido como miembro de la Cámara de Representantes de los Estados Generales (cámara baja del Parlamento). En 1918 sucedió a su padre como Comisario de la Reina en la provincia de Limburgo, pero a los pocos meses dejó el cargo tras ser nombrado primer ministro. En simultáneo ocupó el cargo de ministro del interior.
En su primer período como primer ministro (1918-1925), tuvo que lidiar con las consecuencias de la Primera Guerra Mundial, como la escasez de alimentos y la huida del emperador Guillermo II de Alemania a territorio neerlandés. En noviembre de 1918, el líder del Partido Socialdemócrata de los Trabajadores (SDAP), Pieter Jelles Troelstra, intentó llevar a cabo una revolución socialista entre la clase obrera. A pesar de esto, Ruijs de Beerenbrouck promulgó varias reformas sociales para satisfacer a la clase trabajadora, como la jornada laboral de ocho horas y el sufragio femenino.

Interinamente ocupó los ministerios de las colonias, de guerra, de marina, de agricultura, industria y comercio y de asuntos exteriores. Entre 1923 y 1925, y entre 1929 y 1932, fue titular del ministerio del interior y agricultura. Volvió a la cámara baja del parlamento entre 1925 y 1929, ocupando la presidencia del mismo.
En 1927 recibió el título oficial de ministro de Estado. En 1929, nuevamente en el cargo de primer ministro, tuvo que enfrentar la Gran Depresión. Desde mayo de 1933 hasta su fallecimiento en abril de 1936, volvió a ser miembro y presidente de la cámara baja del parlamento.

## Distinciones
- Bélgica: Gran cordón de la Orden de Leopoldo (1925).[2]